# Johannes Schuler
Johann(es) Schuler (* 11. Dezember 1800 in Matrei am Brenner; † 12. Oktober 1859) war ein österreichischer Schriftsteller, Universitätsprofessor, Beamter und Politiker.

## Leben
Johann Schuler studierte ab 1820 Jura an der Universität Wien. 1822 trat er in die Benediktinerabtei Fiecht ein, verließ diese bereits ein Jahr später, um in Padua sein Studium zu vollenden (abgeschlossen mit Dr. jur.). 
1827 wurde Schuler Praktikant beim Landgericht Sonnenburg und ab 1830 am Gubernium Innsbruck. Daneben war er 1828–1848 auch als Redakteur des Amtlichen Bothen für Tirol und Vorarlberg tätig und 1831–1852 ständischer Archivar in Innsbruck (jedoch ab 1848 vom Dienst freigestellt). 
1829–1831 gab er gemeinsam mit Beda Weber den Almanach Alpenblumen aus Tirol heraus, zu dem er auch eigene Werke beisteuerte (etwa Jacob Stainer). 1834 verfasste er das  Libretto zur Oper Die zehn glücklichen Tage von Louis Schindelmeisser. Danach stellte er seine schriftstellerische Tätigkeit ein, blieb aber Wegbereiter der neueren Tiroler Literatur im Vormärz. Dabei sammelte er einen Kreis von Schriftstellern um sich (Pichler von Rautenburg,  Ludwig Steub) und machte diesen seine Bibliothek zugänglich, in der sich viele durch die Zensur verbotene Werke befanden. Er hatte auch die Idee zur Gründung der ersten großen literarischen Zeitschrift Phönix (erschienen 1850–1853) in Tirol. 
Schuler trat im Revolutionsjahr 1848 in die Politik ein; er galt dabei als gemäßigter Liberaler und wurde zum Vizepräsidenten des Tiroler Provinzlandtages gewählt. Er arbeitete als Mitglied des Verfassungsausschusses an der Erstellung einer neuen Landesverfassung mit, die dem Landtag eine hauptsächlich verwaltende Funktion zusprach. 1848–1849 war er Vertreter Tirols und Vorarlbergs in der Frankfurter Nationalversammlung; dort schloss er sich der gemäßigten liberalen Fraktion Casino an. Nach seiner Rückkehr aus Frankfurt wurde er 1849 ao. Professor an der Universität Innsbruck. 1850 supplierte er Strafrecht und wurde im selben Jahr zum Ordinarius des Vernunft- und des Strafrechts ernannt. 1853/54 war er Rektor, 1865/56 Dekan der juridischen Fakultät und 1856 bis zu seinem Tod 1859 Präses der Staatsprüfungskommission der Universität Innsbruck.

## Werke
- Gesammelte Schriften, nebst einem kurzen Lebenslauf. Herausgegeben von Freunden, 1861.
- Jacob Stainer und der Liebeswahnsinn.  Herausgegeben von J. Rungg, 1925.
- Mitarbeit an Phönix 1850ff.
- Volks- und Schützenzeitung, 1850ff.